# Ogooué
Der Ogooué (auch Ogoué oder Ogowe geschrieben) ist ein etwa 1200 km langer Fluss, der von der Republik Kongo nach Gabun fließt.
Sein Einzugsgebiet umfasst beinahe ganz Gabun; einige Zuflüsse erstrecken sich bis nach Kamerun und Äquatorialguinea. Das 223.856 km² große Einzugsgebiet des Ogooué ist vorwiegend von tropischem Regenwald, daneben von Grasland bedeckt.

## Verlauf
Der Ogooué entspringt bei Kengue im Nordwesten des Batéké-Plateaus in der Republik Kongo. Bei Boumango überquert er die Grenze nach Gabun, wo die Regionen Haut-Ogooué, Ogooué-Lolo, Ogooué-Ivindo, Moyen-Ogooué und Ogooué-Maritime nach ihm benannt sind. Bei Maulongo liegen die Poubara-Fälle am Flusslauf. Von Lastoursville bis Ndjolé gibt es Stromschnellen, weswegen der Fluss erst ab Ndjolé bis zum Meer hin schiffbar ist. Über Lambaréné erreicht der Ogooué seine Mündung in den Golf von Guinea südlich von Port-Gentil, wo er ein Delta bildet.
Zu den Nebenflüssen des Ogooué zählen Ivindo, Mpassa, Lolo, Okano und Ngounié.

## Flora und Fauna
Es leben etwa 325 bekannte Fischarten in dem Einzugsgebiet. Rund ein Drittel davon sind endemisch.

## Hydrologie
Der Abfluss des Ogooué wurde zwischen den Jahren 1930 und 1974 am Pegel bei Lambaréné, bei einem Großteil des Einzugsgebietes in m³/s gemessen. Der Mittlere Abfluss betrug in diesem Zeitraum 4690 m³/s.
- Diagrammdaten:
- Definition |
- Rohdaten |
- Hilfe